# Ашапский завод
Ашапский (Ашабский, Ашайский) медеплави́льный и железоде́лательный заво́д — старейший металлургический завод в Западном Приуралье, действовавший в Осинском уезде с 1741 до 1869 года. Завод дал начало селу Ашап.

## История

### XVIII век
Разрешение на строительство завода с шестью медеплавильными печами было выдано А. Н. Демидову 1 июня 1741 года. Ашапский завод был основан в 4 верстах от устья Большого Ашапа при впадении в Ирень, в 44 верстах к юго-западу от Кунгура. Земля под строительство была куплена у башкир Гайнинской и Ирехтинской волостей Осинской дороги. Строительство началось в том же 1741 году, были возведены медеплавильные печи и заводская плотина. Заводское поселение представляло собой крепость, снабжённую рвом, валом с частоколом и пушками. Запуск первых двух печей состоялся 30 октября 1744 года, остальных четырёх — 3 января 1745 года. Административно Ашапский завод входил в горный округ Суксунских заводов.
Медистые песчаники с содержанием меди в 2—3 % доставлялись с удалённых от завода на 12—25 вёрст рудников: Розаводуйского, Бакейского, Алексеевского и Берёзовского. Также в заводской даче находились рудники Ключевской, Благовещенский, Александровский и Шарлаимовский. Недостатки руды с ближайших маломощных рудников восполняли поставками с рудников Бымовского завода, расположенных в 70 верстах от Ашапского. Заводская дача имела площадь 61 000 десятин, в том числе 46 000 десятин лесных угодий. Завод производил штыковую медь, отправлявшуюся для продажи через пристань на Ирени, находившуюся в 5 верстах от завода. Черновая медь для переплавки поступала также с Богословского завода. Сбыт меди производился в Санкт-Петербурге и на Нижегородской ярмарке, частично — на местных рынках.
Среднегодовая производительность Ашапского завода в 1740-е годы составляла 2 тыс. пудов меди, в 1750-х годах — 2,5 тыс. пудов, в 1760-х годах — 4,3 тыс. пудов. В декабре 1773 года в ходе Крестьянской войны завод частично подвергся разрушению и возобновил работу только в марте 1775 года. Среднегодовая производительность в 1770-х годах составляла 1 тыс. пудов меди, в 1780-х годах — 2,6 тыс. пудов, в 1790-х годах — 4,7 тыс. пудов.
В 1757 году после раздела наследства А. Н. Демидова Ашапский завод перешёл в собственность его сына Григория Акинфиевича, с 1765 года — сыну Григория Акинфиевича Александру Григорьевичу.
В 1770-х годах для дозагрузки мощностей на заводе была построена кричная фабрика на 3 молота для передела чугуна Уткинского завода. Объёмы производства железа в конце XVIII — начале XIX века достигали 10—17,5 тыс. пудов в год. При этом железоделательное производство на заводе не получало развития. Заводское клеймо в этот период представляло собой совмещённые буквы «АД-АЗ» — Александра Демидова Ашапского завода с указанием года изготовления, на другом конце полосы ставилось клеймо с изображением соболя и надписью «СИБИРЬ». В 1797 году при заводе числилось 425 собственных крепостных мастеровых и работных людей, также к заводу было приписано 1461 душ государственных крестьян мужского пола из 9 селений, расположенных на расстояниях от 7 до 40 вёрст от завода.

### XIX век
В 1809 заводская плотина имела длину 160 м, ширину — 32 м, высоту — 8,5 м. В этот период на заводе действовали 6 медеплавильных печей, 2 гармахерских горна, печь для переплавки медноватных шлаков, действовали 5 цилиндрических деревянных мехов. Из 300 пудов руды на заводе получали 7—10 пудов чугуноватой меди, которая отправлялась для перечистки на Суксунский завод, и 3—4 пуда медноватого чугуна, который перечищался в гармахерском горне.
В 1821—1830 годах среднегодовой объём производства меди достигал 5,6 тыс. пудов, железа — 1—2 тыс. пудов. В отдельные годы объёмы производства возрастали: в 1821 году завод выплавил 10,5 тыс. пудов меди, в 1827 году — 9,2 тыс. пудов железа, в 1851 году — 13,7 тыс. пудов железа. Пётр и Павел Григорьевичи Демидовы, владевшие Ашапским заводом в этот период, всю прибыль завод тратили на личные нужды, что стало причиной тяжёлого финансового положения и передачи завода в 1848 году Товариществу Суксунских горных заводов. Под бесхозяйственным управлением товарищества Ашапский завод пришёл в полный упадок.
В 1858 году численность населения заводского посёлка составляла 3146 жителей.
В начале 1860-х годов на заводе функционировали 4 шахтные медеплавильные печи, шплейзофен, гармахерский горн, 2 кричных горна, вододействующее колесо мощностью 46,5 л. с. Число рабочих в заводском посёлке достигало 1525 человек, из которых постоянно работали на заводе 843 человека. После отмены крепостного права в 1861 году число рабочих сократилось до 93 человек, производство железа на заводе было прекращено, а объёмы выплавки меди сократились до менее 1 тыс. пудов в год.
В 1863 году завод был взят в казённое управление. Рудники были истощены, поиски новых месторождений не давали результатов. В 1869 году завод сгорел в результате пожара и не был восстановлен. Сохранившиеся корпуса позднее были переделаны под лесопилку. За 125 лет существования Ашапский завод выплавил суммарно около 500 тыс. пудов меди.
Впоследствии завод дал начало селу Ашап.